# Seznam mistryň světa v orientačním běhu – sprint
Seznam mistryň světa v orientačním běhu ve sprintu. Tato krátká sprinterská disciplína se běhá na Mistrovství světa od roku 2001. Tento typ závodu je testem závodníkovy mapové techniky ve vysokém běžeckém tempu, trať tak klade vysoké nároky na rychlou volbu postupu a jeho realizaci. Tratě bývají poměrně krátké, 2–4 km s vítěznými časy 12-15 minut. Podoba závodů ve sprintu je různá, mohou se odehrávat v městské zástavbě nebo v zalesněných terénech či parcích.

## Ženy
| Rok     | Zlato                     | Stříbro                       | Bronz                   | Parametry                          |
| ------- | ------------------------- | ----------------------------- | ----------------------- | ---------------------------------- |
| MS 2001 | Vroni König-Salmiová      | Johanna Asklöfová             | Simone Niggli-Luderová  | 2.24 km, 10 kontrol                |
| MS 2003 | Simone Niggli-Luderová    | Marie-Luce Romanensová        | Jenny Johanssonová      | 2.6 km, 17 kontrol                 |
| MS 2004 | Simone Niggli-Luderová    | Karolina Arewång-Höjsgaardová | Elisabeth Ingvaldsenová | 2.56 km, 11 kontrol                |
| MS 2005 | Simone Niggli-Luderová    | Anne Margrethe Hauskenová     | Heather Monrová         | 2.1 km, 12 kontrol                 |
| MS 2006 | Johanna Allstonová        | Simone Niggli-Luderová        | Kajsa Nilssonová        | 2.7 km, 15 kontrol                 |
| MS 2007 | Simone Niggli-Luderová    | Minna Kauppiová               | Lena Eliassonová        | 2.47 km, 14 kontrol                |
| MS 2008 | Anne Margrethe Hauskenová | Minna Kauppiová               | Helena Janssonová       | 2.5 km, 17 kontrol                 |
| MS 2009 | Helena Janssonová         | Linnea Gustafssonová          | Simone Niggli-Luderová  | 2.62 km, 18 kontrol                |
| MS 2010 | Simone Niggli-Luderová    | Helena Janssonová             | Marianne Andersenová    | 2.6 km, 21 kontrol                 |
| MS 2011 | Linnea Gustafssonová      | Helena Janssonová             | Lena Eliassonová        | 2.2 km, 19 kontrol                 |
| MS 2012 | Simone Niggli-Luderová    | Maja Almová                   | Annika Billstamová      | 3.7 km, 19 kontrol                 |
| MS 2013 | Simone Niggli-Luderová    | Annika Billstamová            | Venla Niemiová          | 3.4 km, 21 kontrol                 |
| MS 2014 | Judith Wyderová           | Tove Alexanderssonová         | Maja Møller Almová      | 4.05 km, 18 kontrol                |
| MS 2015 | Maja Almová               | Nadija Volynská               | Galina Vinogradovová    | 3.8 km, 21 kontrol                 |
| MS 2016 | Maja Almová               | Judith Wyderová               | Anastasija Denisovová   | 3.65 km, 20 kontrol                |
| MS 2017 | Maja Almová               | Natalija Gemperleová          | Galina Vinogradovová    | 2.9 km, 13 kontrol                 |
| MS 2018 | Maja Almová               | Tove Alexanderssonová         | Judith Wyderová         | 3.8 km, 15 m převýšení, 15 kontrol |
| MS 2021 | Tove Alexanderssonová     | IOF Natalija Gemperleová      | Maja Almová             | 3.5 km, 40 m převýšení, 20 kontrol |
| MS 2022 | Megan Carterová Daviesová | Simona Aebersoldová           | Alice Leakeová          | 3.8 km, 20 m převýšení, 19 kontrol |

## Medailová klasifikace podle zemí
Úplná medailová tabulka (do roku 2022):
| Medailová klasifikace podle zemí | Medailová klasifikace podle zemí | Medailová klasifikace podle zemí | Medailová klasifikace podle zemí | Medailová klasifikace podle zemí | Medailová klasifikace podle zemí |
| Umístění                         | Země                             | Zlato                            | Stříbro                          | Bronz                            | Součet                           |
| -------------------------------- | -------------------------------- | -------------------------------- | -------------------------------- | -------------------------------- | -------------------------------- |
|                                  | Švýcarsko                        | 9                                | 4                                | 3                                | 16                               |
|                                  | Dánsko                           | 4                                | 1                                | 2                                | 7                                |
|                                  | Švédsko                          | 3                                | 7                                | 6                                | 16                               |
| 4.                               | Norsko                           | 1                                | 1                                | 2                                | 4                                |
| 5.                               | Spojené království               | 1                                | -                                | 2                                | 3                                |
| 6.                               | Austrálie                        | 1                                | -                                | -                                | 1                                |
| 7.                               | Finsko                           | -                                | 3                                | 1                                | 4                                |
| 8.                               | Rusko                            | -                                | 1                                | 2                                | 3                                |
| 9.                               | Ukrajina                         | -                                | 1                                | -                                | 1                                |
| 9.                               | IOF                              | -                                | 1                                | -                                | 1                                |
| 11.                              | Bělorusko                        | -                                | -                                | 1                                | 1                                |